# Бост (коммуна)
Бост (фр. Bost) — коммуна во Франции, находится в регионе Овернь. Департамент коммуны — Алье. Входит в состав кантона Северный Кюссе. Округ коммуны — Виши.
Код INSEE коммуны — 03033.

## Население
Население коммуны на 2008 год составляло 179 человек.
| 1962 | 1968 | 1975 | 1982 | 1990 | 1999 | 2008 |
| ---- | ---- | ---- | ---- | ---- | ---- | ---- |
| 182  | 192  | 163  | 144  | 153  | 147  | 179  |

## Экономика
В 2007 году среди 111 человек в трудоспособном возрасте (15—64 лет) 98 были экономически активными, 13 — неактивными (показатель активности — 88,3 %, в 1999 году было 70,7 %). Из 98 активных работали 95 человек (48 мужчин и 47 женщин), безработными были 3 женщины. Среди 13 неактивных 4 человека были учениками или студентами, 6 — пенсионерами, 3 были неактивными по другим причинам.